# Tonnoira bifurcata
Tonnoira bifurcata är en tvåvingeart som beskrevs av Quate och Brown 2004. Tonnoira bifurcata ingår i släktet Tonnoira och familjen fjärilsmyggor. Inga underarter finns listade i Catalogue of Life.